# أوغوست رودان

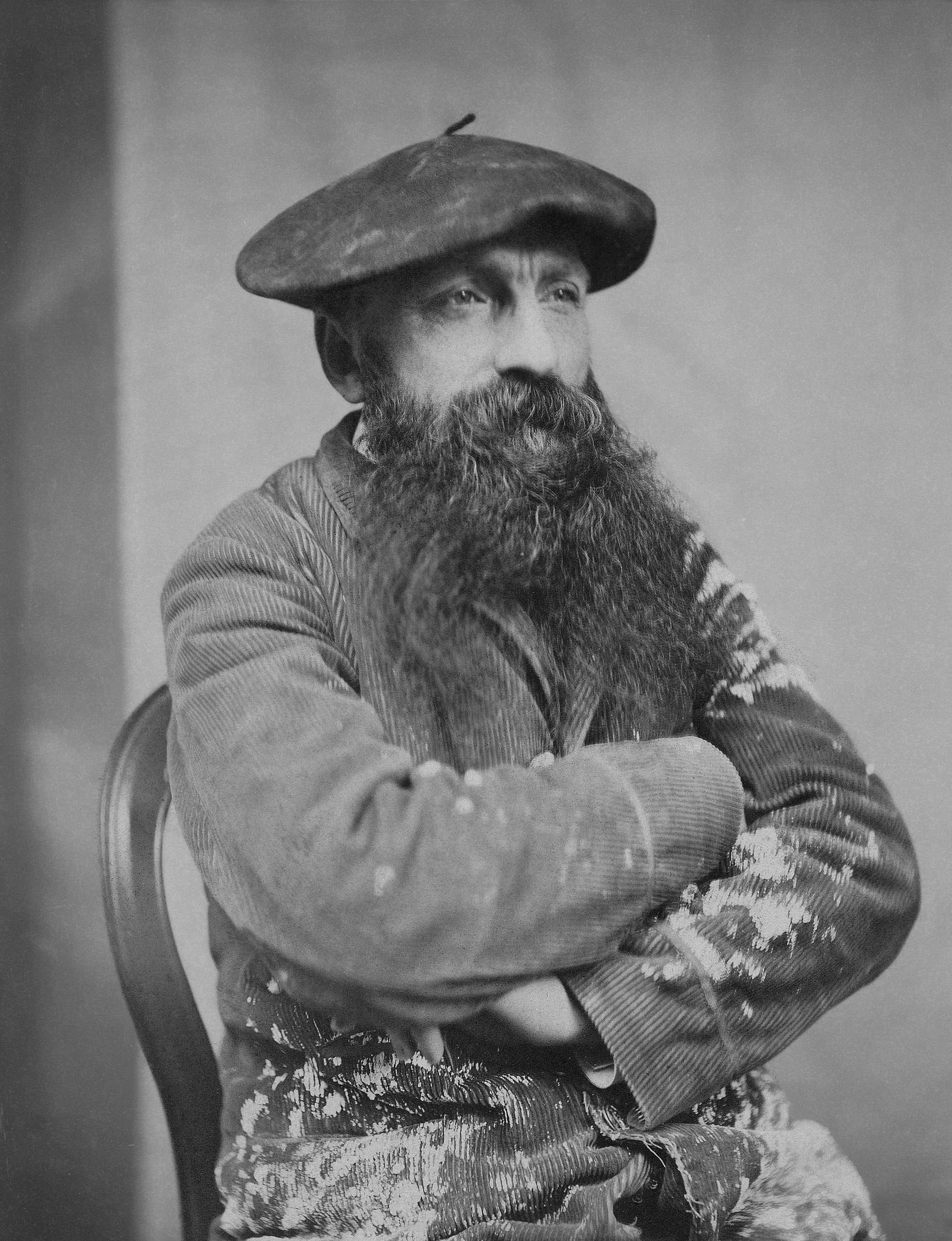
أوغوست رودان.

رينيه فرانسوا أوغوست رودان (بالفرنسية: René François Auguste Rodin [rəne fʁɑ̃swa ogyst rɔdɛ̃]؛ 12 تشرين الثاني / نوفمبر، 1840 – 17 تشرين الثاني / نوفمبر، 1917) كان فنانا ونحاتا فرنسي مشهورا. يعد أحد رواد فن النحت خلال القرن التاسع عشر. ولا يزال واحدا من عدد قليل من النحاتين المعترف بهم على نطاق واسع. وتُعد أعمال أوغوست رودان الفرنسية أمثلة للأنواع الانطباعية في النحت. أعطى رودان للأشكال رؤية الحركة السطحية.

## بدايات
كان رودان يعمل في مصنع (كارييه بيلوز) المتخصص في زخرفة واجهات القصور ولا يزيد أجره اليومي عن خمسة فرنكات. رفضته مدرسة الفنون الجميلة كطالب ثلاث مرات متتالية، تردد رودان علي متحف اللوفر والمكتبة الامبراطورية وتعلم وهناك أيضا الكاتدرائيات قوطية الطراز، حيث الروعة والمهابة وقوة التماسك وثمة اضواء وظلال تتسرب بين الكتل المعمارية الشامخة تحت سماء ملبدة بالغيوم.
عندما فشل رودان في الدخول إلى معهد الفنون الجميلة، انصرف إلى العمل الفني في العاصمة الفرنسية، إلى أن تمكن من إنجاز أول عمل نحتي في سنة 1860 م وكان تجسيدا (لوالده). ثم أصبح عضوا في اتحاد الفنانين للديكور الذي كان يضم رسامين كبارا مثل أوجين ديلاكروا الرسام الفرنسي الذي عرف في رسومه الطبيعية، و«غوتييه»، الكاتب الفرنسي الذي عرف بنزعته «الفن من أجل الفن»؛ وكان لهذا تأثيره في حياة رودان الذي بدأ يستعيد ثقته بنفسه وبنحته.

## متحف رودان
متحف رودان في باريس، هو متحف النحات والرسام الفرنسي «أوغوست رودان» ويحتوي هذا المتحف على منحوتاته وبعض رسومه وتخطيطاته.

## جاك ليبشيتز
تلقى جاك ليبشيتز الاهتمام من أوغوست رودان عندما كان شاباً لا يتجاوز الحادية والعشرين، وقد راح مرة يسأل نفسه: «ما الخطأ الذي ارتكبته مع منحوتتي الصغيرة حتى نالت إعجاب رودان؟». وعام 1962 اعترف ليبشيتز ان ما فعله مع رفاقه التكعيبيين لم يكن مختلفاً كثيراً عما فعله رودان. فقال: «كان رودان أكثر تقدما منا. إذ يحتوي نحته مهارة حرفية، بينما نحتنا، في عشرينيات القرن الماضي وثلاثينياته،

## أبستين
درس أبستين على يد أوغوست رودان وأنجز معظم أعماله في إنجلترا، أثار أسلوبه الجديد الذي اتسم بالكتل والمسطحات الكبيرة المبتكرة ثورة بين نقاد الفن. من أحسن أعماله بعض رؤوس من البرونز لشخصيات معروفة، وتماثيل فينوس بالرخام والمسيح بالبرونز وآدم (يعقوب والملاك).

## روابط خارجية
- أوغوست رودان على موقع الموسوعة البريطانية (الإنجليزية)
- أوغوست رودان على موقع إن إن دي بي (الإنجليزية)
- أوغوست رودان على موقع ديسكوغز (الإنجليزية)